# Al-Quwwāt al-Baḥriyya al-Miṣriyya
Le al-Quwwāt al-Baḥriyya al-Miṣriyya, ossia "Forze marittime egiziane", sono la forza militare navale dell'Egitto.

## Storia
La Marina egiziana venne fondata all'inizio del XIX secolo durante il regno del wali (in arabo والي‎?, turco vali; ossia governatore) Muhammad Ali Pasha, capo della dinastia alawita, che è considerato il "fondatore dell'Egitto moderno", in quanto, in seguito alla campagna d'Egitto di Napoleone (1798-1799), l'Egitto finì per cadere in potere di Mehmet Ali, che lo rese di fatto indipendente dal sultano di Istanbul, pur restando formalmente una Provincia dell'Impero ottomano. Muhammad ʿAli Pascià (in arabo: محمد علي باشا) nato a Kavala il 4 marzo 1769, era un capo militare albanese che contribuì ad abbattere il regime neo-mamelucco, che agiva arbitrariamente, pur in stato di vassallaggio nei confronti dell'Impero ottomano, governando poi l'Egitto dal 1805 fino alla sua morte avvenuta ad Alessandria d'Egitto il 2 agosto 1849. Muhammad ʿAli, giovane ufficiale arrivato in Egitto con il contingente albanese che faceva parte delle forze di spedizione ottomane, intervenne per colmare il vuoto di potere che si era creato in seguito all'occupazione francese, creandosi una base di potere con i capi dei villaggi, con l'elemento religioso musulmano e con i ricchi mercanti del Cairo, eliminando o espellendo i tre governatori consecutivamente inviati da Istanbul e poiché non vi era nessun altro in grado di assumere le funzioni di governo, il Sultano fu costretto a nominare Muhammad ʿAli suo wālī, ossia governatore (in arabo والي‎?, turco vali) in Egitto nel 1805.
Il primo grande impegno della Marina Egiziana fu la guerra d'indipendenza greca, quando, su richiesta del Sultano ottomano Mahmud II venne inviato Mehmet Ali inviò Peloponneso nel 1824 in soccorso delle forze ottomane una squadra navale e un esercito di 17.000 uomini al comando del figlio Ibrāhīm Pascià, il quale, dopo avere sconfitto i greci nella battaglia di Sfacteria, combattuta tra il 29 aprile e l'8 maggio 1825, pose fine nell'aprile del 1826 all'assedio di Missolungi. L'intervento delle potenze europee Francia, Regno Unito e Russia in favore dei ribelli greci cambiò gli esiti del conflitto e nella battaglia di Navarino dell 20 ottobre 1827 la flotta ottomana-egiziana venne sconfitta e la successiva Spedizione di Morea, condotta dalla Francia, costrinse Ibrāhīm a capitolare e lasciare la Grecia il 1º ottobre 1828.
Prima della seconda guerra mondiale la forza navale era estremamente ridotta e priva di unità moderne. Con la guerra di indipendenza israeliana avvennero i primi confronti con la marina israeliana. il 22 ottobre 1948 un gruppo di incursori israeliani comandato da Yohai Ben Nun attaccò con quattro MTM comprati in Italia l'ammiraglia egiziana, il cacciatorpediniere El Emir Farouk, affondandola insieme ad un dragamine di scorta. L'addestramento era stato curato da due italiani, Fiorenzo Capriotti ex incursore della X Flottiglia MAS e Nicola Conte, ex operatore di Mariassalto. in quella che doveva essere la prima operazione della Shayetet 13.
Nell'ottobre del 1956 durante la crisi di Suez, una task force israeliana formata dalla INS Eilat e dalla gemella INS Yaffo (l'ex cacciatorpediniere britannico HMS Zodiac) la mattina del 31 ottobre, le due navi vennero inviata alla ricerca del cacciatorpediniere egiziano Ibrahim el Awal, che poche ore prima aveva bombardato il porto israeliano di Haifa; Le due unità israeliane riuscirono a mettere a segno diversi colpi sul cacciatorpediniere egiziano, che venne ulteriormente colpito da due Dassault MD 450 Ouragan dell'aviazione israeliana, dopo di che la Ibrahim el Awal fermò i motori ed alzò bandiera bianca. La nave venne presa in consegna dai marinai israeliani, e pochi mesi dopo, una volta riparata, entrò in servizio con la marina israeliana sotto il nome di INS Haifa.
Nel periodo della guerra dei sei giorni, un mese dopo la fine ufficiale delle ostilità, la Eilat e due torpediniere israeliane individuarono due torpediniere egiziane in navigazione al largo di Români; subito attaccate, entrambe le unità egiziane vennero rapidamente affondate.

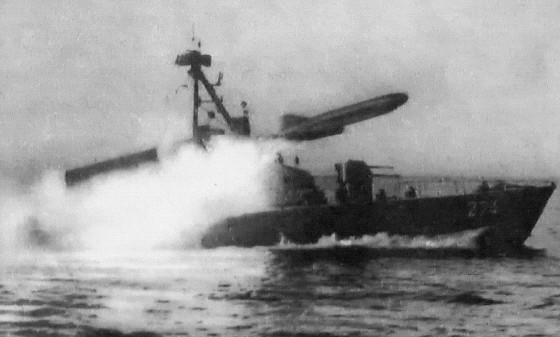
Una vedetta della classe Komar simile a quella che affondò l'Eilat

Un notevole successo della forza navale fu l'affondamento del cacciatorpediniere INS Eilat, avvenuto il 21 ottobre 1967. La nave venne affondata da missili lanciati da unità navali egiziane davanti Porto Said; l'episodio rappresentò una delle peggiori sconfitte patite dalla marina israeliana, nonché il primo caso di affondamento di un'unità da guerra da parte di questo nuovo sistema d'arma. La Eilat era impegnata in una missione analoga, compiendo un pattugliamento di routine a circa 14,5 miglia dalla costa egiziana, davanti alla città di Porto Said, quando venne intercettata da due motocannoniere missilistiche egiziane classe Komar, che stazionavano proprio davanti al porto: una delle unità egiziane lanciò contro il cacciatorpediniere i due missili Styx di cui la piccola unità era dotata. La nave israeliana si accorse dell'attacco solo all'ultimo momento, visto che la vicinanza alla terraferma delle due unità egiziane confondeva i segnali del radar: nonostante le manovre evasive ed i tentativi di abbattere il missile con le mitragliatrici di bordo, intorno alle 17:32 il primo Styx colpì la Eilat poco sopra la linea di galleggiamento; due minuti più tardi, anche il secondo missile colpì il cacciatorpediniere, distruggendo la sala macchine. Con la nave in fiamme e completamente immobile, il comandante della Eilat richiese assistenza e soccorso, ma dopo circa un'ora la seconda cannoniera egiziana lanciò altri due missili: uno di questi colpì il cacciatorpediniere a mezzanave, provocando ulteriori incendi, mentre il quarto finì fuori rotta ed impattò in mare poco lontano. Intorno alle 20:00, lo scafo in fiamme della Eilat si inabissò; dei 199 membri dell'equipaggio, 47 rimasero uccisi e 41 feriti.

## Operatività
La marina egiziana è stata a lungo una forza di difesa costiera, soprattutto per le sue ridotte capacità antisommergibili; recentemente, con l'acquisizione prima di fregate cinesi della classe Jianghu e poi di navi statunitensi, ha acquisito capacità di altura, incrementate dall'arrivo di una fregata multiruolo FREMM e da due navi da sbarco di costruzione francese tipo Mistral. Nel 2020 il governo egiziano raggiunge un accordo con quello italiano per l'acquisto di due ulteriori fregate multiruolo FREMM, la Spartaco Shergat e la Enzo BIanchi inizialmente costruite per la marina militare italiana.

## Evoluzione
L'acquisizione di quattro fregate statunitensi della classe Perry, tre acquistate e una ottenuta con un programma di assistenza, e di due della classe Knox, ha fornito alla marina egiziana nuovo importante materiale da prima linea. Per quanto le fregate della classe Knox siano obsolete sotto molti punti di vista, di certo esse sono in grado di effettuare un efficace controllo del mare e, con le loro capacità antisommergibili, di costituire una seria minaccia ai sottomarini israeliani della classe Dolphin, visto che la marina militare israeliana è un nemico storico di quella egiziana oltre che l'unica forza navale seria nell'area, se si fa eccezione per la marina militare turca. Anche i vecchi 8 sottomarini della classe Romeo sono stati modernizzati con materiale statunitense, in virtù di un programma di assistenza militare tra i due paesi.

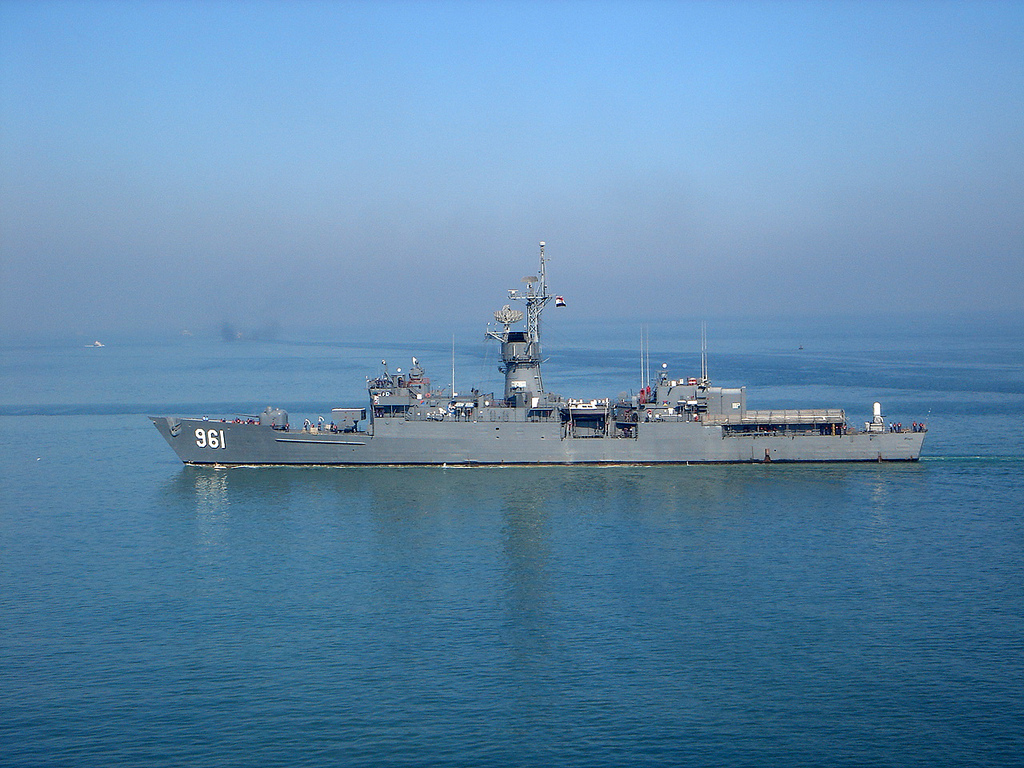
La fregata Damyat, ex FF-1089 USS Jesse L. Brown, della classe Knox in forza alla marina egiziana, come si vede dalla bandiera a mezzanave

### Classe Knox
- Damyat numerale 961, ex FF-1089 USS Jesse L. Brown[10]
- Rashid numerale 966, ex FF-1097 USS Moinester.[10]

Le navi sono state equipaggiate con 10 elicotteri antisom Kaman SH-2 Seasprite nella versione SH2-G(E) ex US-Navy ricondizionati

### Classe Perry
- F911 Mubarak varata			1982, acquisita 1996,				Ex-FFG 25[11]
- F916 Taba	varata		1981, acquisita 1996,				Ex-FFG 26
- F901 Sharm El-Sheikh		varata 1981, acquisita 1998,				Ex-FFG 22
- F906 Toushka	varata		1982, acquisita 1998,				Ex-FFG 23

Secondo una stima del 2001, la marina e la guardia costiera egiziane consistevano di 221 navi e battelli.
La marina non dispone di una propria aviazione navale ma viene supportata da aerei ed elicotteri della Egyptian Air Force, tra i quali figurano anche 8 Grumman E2-C Hawkeye (aerei AEW) e vari bimotori da pattugliamento marittimo dotati di radar a scansione laterale.

## Flotta

### Navi
| Sigla                                  | Nave                   | Immagine    | Tipo                                  | Classe                                 | Dislocamento | Anno di entrata in servizio | Base        | Anno di prevista dismissione | Note                                                                       |  |
| Sottomarini                            | Sottomarini            | Sottomarini | Sottomarini                           | Sottomarini                            | Sottomarini  | Sottomarini                 | Sottomarini | Sottomarini                  | Sottomarini                                                                |  |
| -------------------------------------- | ---------------------- | ----------- | ------------------------------------- | -------------------------------------- | ------------ | --------------------------- | ----------- | ---------------------------- | -------------------------------------------------------------------------- |  |
| 861-S41                                |                        |             | SSK                                   | Type 209/1400mod                       | 1.586 t.     | 2017                        |             |                              | [ 13 ]                                                                     |  |
| 864-S42                                |                        |             | SSK                                   | Type 209/1400mod                       | 1.586 t.     | 2017                        |             |                              | [ 13 ]                                                                     |  |
| 867-S43                                |                        |             | SSK                                   | Type 209/1400mod                       | 1.586 t.     | 2020                        |             |                              | [ 13 ]                                                                     |  |
| 870-S44                                |                        |             | SSK                                   | Type 209/1400mod                       | 1.586 t.     | 2021                        |             |                              | [ 13 ]                                                                     |  |
| 849                                    |                        |             | SSK                                   | Type 33 Romeo                          | 1.830 t.     | 1983                        |             |                              | versione cinese                                                            |  |
| 852                                    |                        |             | SSK                                   | Type 33 Romeo                          | 1.830 t.     | 1983                        |             |                              | versione cinese                                                            |  |
| 855                                    |                        |             | SSK                                   | Type 33 Romeo                          | 1.830 t.     | 1984                        |             |                              | versione cinese                                                            |  |
| 858                                    |                        |             | SSK                                   | Type 33 Romeo                          | 1.830 t.     | 1984                        |             |                              | versione cinese                                                            |  |
| Navi da guerra anfibia                 |                        |             |                                       |                                        |              |                             |             |                              |                                                                            |  |
| L1010                                  | ENS Gamal Abdel Nasser |             | LHD                                   | Mistral                                | 21.500 t.    | 2016                        | Safaga      |                              | costruite in origine per la Russia                                         |  |
| L1020                                  | ENS Anwar El Sadat     |             | LHD                                   | Mistral                                | 21.500 t.    | 2016                        | Alexandria  |                              | costruite in origine per la Russia                                         |  |
| Fregate                                |                        |             |                                       |                                        |              |                             |             |                              |                                                                            |  |
| F901                                   | ENS Sharm El-Sheikh    |             | FFG                                   | Oliver Hazard Perry (Mubarak)          | 4.200 t.     | 1998                        |             |                              | ex Fahrion FFG-22 dell'US Navy                                             |  |
| F906                                   | ENS Toushka            |             | FFG                                   | Oliver Hazard Perry (Mubarak)          | 4.200 t.     |                             |             |                              | ex Lewis B. Puller FFG-23 dell'US Navy                                     |  |
| F912                                   | ENS Alexandria         |             | FFG                                   | Oliver Hazard Perry (Mubarak)          | 4.200 t.     | 1996                        |             |                              | ex Copeland FFG-25 dell'US Navy, ex Mubarak fino al 2011                   |  |
| F916                                   | ENS Taba               |             | FFG                                   | Oliver Hazard Perry (Mubarak)          | 4.200 t.     |                             |             |                              | ex Gallery FFG-26 dell'US Navy                                             |  |
| F 951                                  | ENS Najim al Zafir     |             | FFG                                   | Classe Jianghu Type 053HE              | 1.900 t.     | 1984                        |             |                              |                                                                            |  |
| F 956                                  | ENS Al Nasser          |             | FFG                                   | Classe Jianghu Type 053HE              | 1.900 t.     | 1985                        |             |                              |                                                                            |  |
| F961                                   | ENS Domyat             |             | FFG                                   | Knox (Damyat)                          | 4.250 t.     | 1998                        |             |                              | ex File:USS Jesse L. Brown (FF-1089) dell'US Navy                          |  |
| F966                                   | ENS Rashid             |             | FFG                                   | Knox (Damyat)                          | 4.250 t.     | 1998                        |             |                              | ex USS Moinester (FF-1097) dell'US Navy                                    |  |
| F1000                                  | ENS Shabab Misr        |             | FFG                                   | classe Pohang                          | 1.220 t.     | 1986                        | Alexandria  |                              | ex ROKS Jinju PCC 763 fino al 2016 della marina sudcoreana                 |  |
| FFG-1001                               | ENS Tahya Misr         |             | Fregata missilistica Antisommergibile | Classe FREMM                           | 6.040 t.     | 2015                        |             |                              | FREMM costruita in origine per la Francia                                  |  |
| FFG-1002                               | ENS Al-Galala          |             | Fregata missilistica Multiruolo       | Classe FREMM                           | 6.700 t.     | 2020                        |             |                              | costruite in origine per l'Italia                                          |  |
| FFG-1003                               | ENS Bernees            |             | Fregata missilistica Multiruolo       | Classe FREMM                           | 6.700 t.     | 2021                        |             |                              | costruite in origine per l'Italia                                          |  |
| 904                                    | ENS Al-Aziz            |             | Fregata                               | Classe Al-Aziz                         | 3700 t.      |                             |             |                              | varata in aprile 2021 e consegnata alla Marina il 14 ottobre 2022.         |  |
|                                        | ENS Al-Qahhar          |             | Fregata                               | Classe Al-Aziz                         | 3700 t.      |                             |             |                              | impostata in Germania a Bremerhaven nel 2020 e varata nell’agosto 2021     |  |
|                                        | ENS Al-Qader           |             | Fregata                               | Classe Al-Aziz                         | 3700 t.      |                             |             |                              | impostata in Germania a Bremerhaven nel 2021 e varata nell’aprile del 2022 |  |
|                                        |                        |             | Fregata                               | Classe Al-Aziz                         | 3700 t.      |                             |             |                              | impostata nel marzo 2022 presso i cantieri navali di Alexandria            |  |
|                                        |                        |             | Fregata                               | Classe Meko A200                       | 3700 t.      |                             |             |                              | da costruire                                                               |  |
|                                        |                        |             | Fregata                               | Classe Meko A200                       | 3700 t.      |                             |             |                              | da costruzire                                                              |  |
| Corvette                               |                        |             |                                       |                                        |              |                             |             |                              |                                                                            |  |
| F941                                   | ENS Abou Qir           |             | Corvetta                              | Descubierta (El Suez)                  | 1.500 t.     | 1984                        |             |                              |                                                                            |  |
| F946                                   | ENS El Suez            |             | Corvetta                              | Descubierta (El Suez)                  | 1.500 t.     | 1984                        |             |                              |                                                                            |  |
| 971                                    | ENS El Fateh           |             | corvetta Multiruolo                   | Gowind 2500 (El Fateh)                 | 2.500 t.     | 2017                        | Alexandria  |                              |                                                                            |  |
| 976                                    | ENS Port Said          |             | corvetta Multiruolo l                 | Gowind 2500 (El Fateh)                 | 2.500 t.     | 2021                        | Alexandria  |                              |                                                                            |  |
| 981                                    | ENS El Moez            |             | corvetta Multiruolo                   | Gowind 2500 (El Fateh)                 | 2.500 t.     |                             |             |                              | in costruzione                                                             |  |
| 986                                    | ENS Luxor              |             | corvetta Multiruolo                   | Gowind 2500 (El Fateh)                 | 2.500 t.     |                             |             |                              | in costruzione                                                             |  |
| Fast Attack Craft e Cacciasommergibili |                        |             |                                       |                                        |              |                             |             |                              |                                                                            |  |
| 601                                    | 23 Luglio              |             | FAC (M)                               | Tiger                                  | 265 t.       | 1975                        |             |                              | ex S 55 Alk della marina tedesca                                           |  |
| 602                                    | 6 Ottobre              |             | FAC (M)                               | Tiger                                  | 265 t.       | 1973                        |             |                              | ex S 46 Fuchs della marina tedesca                                         |  |
| 603                                    | 21 Ottobre             |             | FAC (M)                               | Tiger                                  | 265 t.       | 1974                        |             |                              | ex S 48 Löwe della marina tedesca                                          |  |
| 604                                    | 18 Giugno              |             | FAC (M)                               | Tiger                                  | 265 t.       | 1975                        |             |                              | ex S 56 Dommel della marina tedesca                                        |  |
| 605                                    | 25 Aprile              |             | FAC (M)                               | Tiger                                  | 265 t.       | 1975                        |             |                              | ex S 57 Weihe della marina tedesca                                         |  |
| 609                                    |                        |             | FAC (M)                               | Type 024                               | 89 t.        |                             |             |                              | derivata dalla classe Komar                                                |  |
| 611                                    |                        |             | FAC (M)                               | Type 024                               | 89 t.        |                             |             |                              | derivata dalla classe Komar                                                |  |
| 613                                    |                        |             | FAC (M)                               | Type 024                               | 89 t.        |                             |             |                              | derivata dalla classe Komar                                                |  |
| 615                                    |                        |             | FAC (M)                               | Type 024                               | 89 t.        |                             |             |                              | derivata dalla classe Komar                                                |  |
| 617                                    |                        |             | FAC (M)                               | Type 024                               | 89 t.        |                             |             |                              | derivata dalla classe Komar                                                |  |
| 619                                    |                        |             | FAC (M)                               | Type 024                               | 89 t.        |                             |             |                              | derivata dalla classe Komar                                                |  |
| 633                                    |                        |             | FAC (M)                               | Clase Osa I                            | 235 t.       |                             |             |                              |                                                                            |  |
| 637                                    |                        |             | FAC (M)                               | Classe Osa I                           | 235 t.       |                             |             |                              |                                                                            |  |
| 639                                    |                        |             | FAC (M)                               | Classe Osa I                           | 235 t.       |                             |             |                              |                                                                            |  |
| 641                                    |                        |             | FAC (M)                               | Classe Osa I                           | 235 t.       |                             |             |                              |                                                                            |  |
| 643                                    |                        |             | FAC (M)                               | Classe Osa I                           | 235 t.       |                             |             |                              |                                                                            |  |
| 645                                    |                        |             | FAC (M)                               | Osa                                    | 235 t.       |                             |             |                              |                                                                            |  |
| 647                                    |                        |             | FAC (M)                               | Osa                                    | 235 t.       |                             |             |                              |                                                                            |  |
| 653                                    |                        |             | FAC (M)                               | Classe Osa                             | 235 t.       |                             |             |                              |                                                                            |  |
| 670                                    | ENS Ramadan            |             | FAC (M)                               | Ramadan                                | 317 t.       | 1981                        |             |                              |                                                                            |  |
| 672                                    | ENS Khybar             |             | FAC (M)                               | Ramadan                                | 317 t.       | 1981                        |             |                              |                                                                            |  |
| 674                                    | ENS Kadesseya          |             | FAC (M)                               | Ramadan                                | 317 t.       | 1982                        |             |                              |                                                                            |  |
| 676                                    | ENS Yarmouk'           |             | FAC (M)                               | Ramadan                                | 317 t.       | 1982                        |             |                              |                                                                            |  |
| 678                                    | ENS Badr               |             | FAC (M)                               | Ramadan                                | 317 t.       | 1992                        |             |                              |                                                                            |  |
| 680                                    | ENS Hetteen            |             | FAC (M)                               | Ramadan                                | 317 t.       | 1982                        |             |                              |                                                                            |  |
| 682                                    | ENS S. Ezzat           |             | FAC (M)                               | Classe Ezzat                           | 550 t.       | 2013                        |             |                              |                                                                            |  |
| 684                                    | ENS F. Zekry           |             | FAC (M)                               | Classe Ezzat                           | 550 t.       | 2013                        |             |                              |                                                                            |  |
| 686                                    | ENS A. Gad             |             | FAC (M)                               | Classe Ezzat                           | 550 t.       | 2015                        |             |                              |                                                                            |  |
| 688                                    | ENS M. Fahmy           |             | FAC (M)                               | Classe Ezzat                           | 550 t.       | 2015                        |             |                              |                                                                            |  |
| 781                                    |                        |             | FAC (M)                               | October                                | 82 t.        |                             |             |                              | derivata dalla classe Komar                                                |  |
| 783                                    |                        |             | FAC (M)                               | October                                | 82 t.        |                             |             |                              | derivata dalla classe Komar                                                |  |
| 785                                    |                        |             | FAC (M)                               | October                                | 82 t.        |                             |             |                              | in disarmo, derivata dalla classe Komar                                    |  |
| 787                                    |                        |             | FAC (M)                               | October                                | 82 t.        |                             |             |                              | derivata dalla classe Komar                                                |  |
| 789                                    |                        |             | FAC (M)                               | October                                | 82 t.        |                             |             |                              | derivata dalla classe Komar                                                |  |
| 791                                    |                        |             | FAC (M)                               | October                                | 82 t.        | 1982                        |             |                              | non operativa, derivate dalla classe Komar                                 |  |
| 793                                    |                        |             | FAC (G)                               | Classe Shanghai                        | 135 t.       | 1984                        |             |                              |                                                                            |  |
| 795                                    |                        |             | FAC (G)                               | Classe Shanghai                        | 135 t.       | 1984                        |             |                              |                                                                            |  |
| 797                                    |                        |             | FAC (G)                               | Classe Shanghai                        | 135 t.       | 1984                        |             |                              |                                                                            |  |
| 799                                    |                        |             | FAC (G)                               | Classe Shanghai                        | 135 t.       | 1984                        |             |                              |                                                                            |  |
| C-801                                  | ENS Ahmed Fadel        |             | FAC (M)                               | Classe Tarantul                        | 550 t.       | 2015                        | Alexandria  |                              |                                                                            |  |
| 751                                    |                        |             | FAC (T)                               | Shershen                               | 148 t.       |                             |             |                              |                                                                            |  |
| 753                                    |                        |             | FAC (T)                               | Shershen                               | 148 t.       |                             |             |                              |                                                                            |  |
| 755                                    |                        |             | FAC (T)                               | Shershen                               | 148 t.       |                             |             |                              |                                                                            |  |
| 757                                    |                        |             | FAC (T)                               | Shershen                               | 148 t.       |                             |             |                              |                                                                            |  |
| 759                                    |                        |             | FAC (T)                               | Shershen                               | 148 t.       |                             |             |                              |                                                                            |  |
| 761                                    |                        |             | FAC (T)                               | Shershen                               | 148 t.       |                             |             |                              |                                                                            |  |
| P 430                                  | ENS Al Nour            |             | SC / PC                               | classe Hainan Type 037                 | 430 t.       | 1983                        |             |                              |                                                                            |  |
| P 433                                  | ENS Al Hadi            |             | SC / PC                               | classe Hainan Type 037                 | 430 t.       | 1983                        |             |                              |                                                                            |  |
| P 436                                  | ENS Al Hakeem          |             | SC / PC                               | classe Hainan Type 037                 | 430 t.       |                             |             |                              |                                                                            |  |
| P 439                                  | ENS Al Wakeel          |             | SC / PC                               | classe Hainan Type 037                 | 430 t.       |                             |             |                              |                                                                            |  |
| P 442                                  | ENS Al Kda             |             | SC / PC                               | classe Hainan Type 037                 | 430 t.       |                             |             |                              |                                                                            |  |
| P 445                                  | ENS Al Samad           |             | SC / PC                               | classe Hainan Type 037                 | 430 t.       | 1984                        |             |                              |                                                                            |  |
| P 448                                  | ENS Al Salam           |             | SC / PC                               | classe Hainan Type 037                 | 430 t.       | 1984                        |             |                              |                                                                            |  |
| P 451                                  | ENS Al Rafe            |             | SC / PC                               | classe Hainan Type 037                 | 430 t.       |                             |             |                              |                                                                            |  |
| Cacciamine                             |                        |             |                                       |                                        |              |                             |             |                              |                                                                            |  |
| 501                                    | Gharbiya               |             | Dragamine                             | Classe T-43 (Project 254)              | 460 t.       |                             |             |                              |                                                                            |  |
| 507                                    | Daqahliya              |             | Dragamine                             | Classe T-43 (Project 254)              | 460 t.       |                             |             |                              |                                                                            |  |
| 510                                    | Bahariya'              |             | Dragamine                             | Classe T-43 (Project 254)              | 460 t.       |                             |             |                              |                                                                            |  |
| 513                                    | Sinai                  |             | Dragamine                             | Classe T-43 (Project 254)              | 460 t.       |                             |             |                              |                                                                            |  |
| 516                                    | Assuit                 |             | Dragamine                             | T-43                                   | 460 t.       |                             |             |                              |                                                                            |  |
| 530                                    | Giza                   |             | Dragamine                             | Classe Yurka (Project 266 Rubin)       | 569 t.       | 1969                        |             |                              |                                                                            |  |
| 533                                    | Aswan                  |             | Dragamine                             | Classe Yurka (Project 266 Rubin)569 t. | 1969         |                             |             |                              |                                                                            |  |
| 536                                    | Qena                   |             | Dragamine                             | Classe Yurka (Project 266 Rubin)       | 569 t.       | 1969                        |             |                              |                                                                            |  |
| 539                                    | Sohag                  |             | Dragamine                             | Classe Yurka (Project 266 Rubin)       | 569 t.       |                             |             |                              |                                                                            |  |
| 542                                    | Dhat Al Sawari         |             | Cacciamine                            | Dhat Al Sawari                         | 203 t.       | 1995                        |             |                              |                                                                            |  |
| 545                                    | Navarine               |             | Cacciamine                            | Dhat Al Sawari                         | 203 t.       | 1995                        |             |                              |                                                                            |  |
| 548                                    | Al Burullus            |             | Cacciamine                            | Dhat Al Sawari                         | 203 t.       | 1996                        |             |                              |                                                                            |  |
| MCH-521                                | al-Ṣiddīq              |             | Cacciamine                            | Classe Osprey                          | 904 t.       | 1997                        |             |                              | ex USS Cardinal dell'Us Navy ceduto nel 2007                               |  |
| MCH-534                                | al-Fārūq               |             | Cacciamine                            | Classe Osprey                          | 904 t.       | 1998                        |             |                              | ex USS Raven dell'Us Navy ceduto nel 2007                                  |  |
| 610                                    | Safaga                 |             | Survey Vessel                         | Safaga                                 | 165 t.       |                             |             |                              |                                                                            |  |
| 613                                    | Abu El Ghosn           |             | Survey Vessel                         | Safaga                                 | 165 t.       | 1994                        |             |                              |                                                                            |  |
|                                        |                        |             | Posamine                              | Classe Tuima                           | 250 t.       | 1994                        |             |                              | ex Suomen merivoimat della marina finlandese                               |  |
|                                        |                        |             | Posamine                              | Classe Tuima                           | 250 t.       |                             |             |                              | ex Suomen merivoimat della marina finlandese                               |  |
|                                        |                        |             | Posamine                              | Classe Tuima                           | 250 t.       |                             |             |                              | ex Suomen merivoimat della marina finlandese                               |  |
|                                        |                        |             | Posamine                              | Classe Tuima                           | 250 t.       |                             |             |                              | ex Suomen merivoimat della marina finlandese                               |  |
| mezzi da sbarco                        |                        |             |                                       |                                        |              |                             |             |                              |                                                                            |  |
|                                        |                        |             | L-CAT                                 | EDA-R                                  | 300 t.       |                             |             |                              | 2 costruite in origine per la Russia                                       |  |
|                                        |                        |             | LCM                                   | CTM-NG                                 | 150 t.       |                             |             |                              | 4 costruite in origine per la Russia                                       |  |
|                                        |                        |             | LCM                                   | LCM-8                                  | 107 t.       |                             |             |                              | 5                                                                          |  |
|                                        |                        |             | LCU                                   | Vydra                                  | 600 t.       |                             |             |                              | 9                                                                          |  |
| 301                                    |                        |             | LST                                   | Polnocny                               | 800 t.       | 1974                        |             |                              |                                                                            |  |
| 303                                    |                        |             | LST                                   | Polnocny                               | 800 t.       | 1974                        |             |                              |                                                                            |  |
| 305                                    |                        |             | LST                                   | Polnocny                               | 800 t.       | 1974                        |             |                              |                                                                            |  |
| veicoli autonomi                       |                        |             |                                       |                                        |              |                             |             |                              |                                                                            |  |
|                                        |                        |             | UUV                                   | Pluto Plus                             | 0,315 t.     |                             |             |                              | R.O.V. subacqueo                                                           |  |
|                                        |                        |             | UUV                                   | Pluto Plus                             | 0,315 t.     |                             |             |                              | R.O.V. subacqueo                                                           |  |

### Navi ausiliarie
| Sigla                  | Nave              | Immagine          | Tipo                   | Classe            | Dislocamento      | Anno di entrata in servizio | Base              | Anno di prevista dismissione | Note                                                                                         |
| nave rifornimento      | nave rifornimento | nave rifornimento | nave rifornimento      | nave rifornimento | nave rifornimento | nave rifornimento           | nave rifornimento | nave rifornimento            | nave rifornimento                                                                            |
| ---------------------- | ----------------- | ----------------- | ---------------------- | ----------------- | ----------------- | --------------------------- | ----------------- | ---------------------------- | -------------------------------------------------------------------------------------------- |
| 210                    | Ayeda 4           |                   | petroliera costiera    | Classe Toplivo II | 1.200 t.          |                             |                   |                              |                                                                                              |
| 211                    | Maryut            |                   | petroliera costiera    | Classe Toplivo II | 1.200 t.          |                             |                   |                              |                                                                                              |
| 212                    | Al Furat          |                   | petroliera costiera    | Classe Toplivo II | 1.200 t.          | 1978                        |                   |                              |                                                                                              |
| 213                    | Al Nil            |                   | petroliera costiera    | Classe Toplivo II | 1.200 t.          | 1977                        |                   |                              |                                                                                              |
| 214                    | Akdu              |                   | petroliera costiera    | Classe Toplivo II | 1.200 t.          | 1979                        |                   |                              |                                                                                              |
| 215                    | Maryut Atbarah    |                   | petroliera costiera    | Classe Toplivo II | 1.200 t.          | 1978                        |                   |                              |                                                                                              |
| 216                    | Ayeda 3           |                   | petroliera costiera    | Classe Toplivo II | 1.200 t.          | 1977                        |                   |                              |                                                                                              |
| 217                    | Al Mazilla        |                   | petroliera costiera    | Classe Toplivo II | 1.200 t.          | 1979                        |                   |                              |                                                                                              |
| 218                    | Al Burulus        |                   | petroliera costiera    | Classe Toplivo II | 1.200 t.          |                             |                   |                              |                                                                                              |
| rimorchiatore d'altura |                   |                   |                        |                   |                   |                             |                   |                              |                                                                                              |
| 103                    | Al Meks           |                   | rimorchiatore oceanico | Classe Okhtenskiy | 950 t.            | 1966                        |                   |                              |                                                                                              |
| 105                    | Al Agami          |                   | rimorchiatore oceanico | Classe Okhtenskiy | 950 t.            | 1965                        |                   |                              |                                                                                              |
| 107                    | Al Antar          |                   | rimorchiatore oceanico | Classe Okhtenskiy | 950 t.            | 1966                        |                   |                              |                                                                                              |
| 109                    | Al Dikhila        |                   | rimorchiatore oceanico | Classe Okhtenskiy | 950 t.            | 1966                        |                   |                              |                                                                                              |
| 111                    | Al Iskandarani    |                   | rimorchiatore oceanico | Classe Okhtenskiy | 950 t.            | 1965                        |                   |                              |                                                                                              |
| 113                    | Kalir             |                   | rimorchiatore oceanico | Classe Okhtenskiy | 950 t.            | 1966                        |                   |                              | disarmata nel 2000                                                                           |
| Nave scuola            |                   |                   |                        |                   |                   |                             |                   |                              |                                                                                              |
| F931                   | Tariq             |                   | Fregata                | Classe Black Swan | 1.490 t.          | 1943                        |                   |                              | ex Whimbrel U29 dell'US Navy nominata El Malek Farouq nel novembre 1949, rinomata Tarik 1954 |
| F921                   | ex-Al Fateh       |                   |                        |                   | 2.570 t.          |                             |                   |                              | ex HMS Zenith (R95)                                                                          |
|                        | Al-Mahrousah      |                   | yacht                  |                   | 4.560 t.          | 1865                        |                   |                              | nominata dall'abdicazione di re Farouk fino al 2010 El Horriya                               |
|                        | El Kousser        |                   | yacht                  |                   | 1.000 t.          |                             |                   |                              |                                                                                              |
|                        | Intisar           |                   |                        |                   | 500 t.            |                             |                   |                              |                                                                                              |

## Gradi
I gradi della Marina militare egiziana sono uguali a quelli dell'esercito egiziano cui viene aggiunto il suffisso bahri (بحري) cioè di mare. Equiparando i gradi della Marina egiziana a quelle della Royal Navy e a quelli della marine di tradizione anglosassone i gradi di Farīq 'awwāl, Farīq, Līwa'ā e Amīd sono rispettivamente equiparabili equiparabili ad ammiraglio, viceammiraglio, retroammiraglio e commodoro.
| Controspalline   |                                               |                                        |                                        |                                  |                                      |                                         |                                       |                                          |                                                     |                                    |      |  |
| Paramano         |                                               |                                        |                                        |                                  |                                      |                                         |                                       |                                          |                                                     |                                    |      |  |
| Grado            | Ammiraglio فريق أول بحري (Fariq 'awwal bahri) | Viceammiraglio فريق بحري (Fariq bahri) | Retroammiraglio لواء بحري (Liwa bahri) | Commodoro عميد بحري (Amid bahri) | Cap. vascello عقيد بحري (Aqid bahri) | Cap. fregata مقدم بحري (Muqaddam bahri) | Cap. corvetta رائد بحري (Rayid bahri) | T.te di vascello نقيب بحري (Naqib bahri) | Primo tenente ملازم أول بحري (Mulazim 'awwal bahri) | Tenente ملازم بحري (Mulazim bahri) |      |  |
| Equivalente NATO | OF-9                                          | OF-8                                   | OF-7                                   | OF-6                             | OF-5                                 | OF-4                                    | OF-3                                  | OF-2                                     | OF-2                                                | OF-1                               | OF-1 |  |

| Sottufficiali e comuni | Sottufficiali e comuni | Sottufficiali e comuni | Sottufficiali e comuni | Sottufficiali e comuni                 | Sottufficiali e comuni | Sottufficiali e comuni | Sottufficiali e comuni | Sottufficiali e comuni | Sottufficiali e comuni |  |
| ---------------------- | ---------------------- | ---------------------- | ---------------------- | -------------------------------------- | ---------------------- | ---------------------- | ---------------------- | ---------------------- | ---------------------- |  |
|                        |                        |                        |                        |                                        |                        |                        |                        |                        |                        |  |
| Grado                  |                        |                        |                        | Primo sergente رقيب أول (Raqib 'awwal) | Sergente رقيب (Raqib)  | Caporale عريف (Arif)   |                        | Marinaio جندي (Jundi)  |                        |  |
| Equivalente NATO       | OR-9                   | OR-8                   | OR-7                   | OR-6                                   | OR-5                   | OR-4                   | OR-3                   | OR-2                   | OR-1                   |  |